# 欧玛尔·海亚姆环形山
欧玛尔·海亚姆环形山（Omar Khayyam）是位于月球背面北半部的一座古老大撞击坑，约形成于45.5-39.2亿年前的前酒海纪，其名称取自波斯哲学家、数学家、天文学家暨诗人奥马尔·海亚姆(1048年-1131年)，1970年被国际天文学联合会正式批准接受。

## 描述

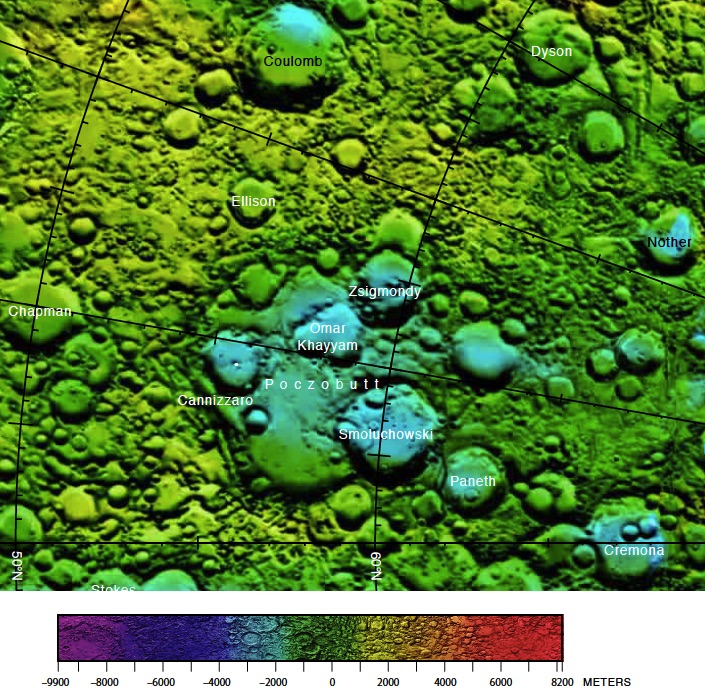
波乔布特环形山的周边，月球背面区域详图(右为北)。

该陨坑位于波乔布特环形山西北坑底，西北侧部分被席格蒙迪环形山覆盖、东北毗邻斯莫卢霍夫斯基环形山、坎尼扎罗环形山和埃利森陨石坑分别位于它的东南和西南方。
该陨坑中心月面坐标为58°13′N 102°13′W / 58.21°N 102.22°W，直径68.64公里，深度约2.75公里。
欧玛尔·海亚姆环形山由二座撞击坑合并而成，其中较小的一座重叠在较大一座的南部之上。环形山北侧坑壁已严重磨损，而东、南二侧边缘则基本消失，形成一处宽大的裂口，沿西侧壁切入了一座小陨坑。欧玛尔·海亚姆环形山坑壁最大高出周边地形1280米，内部容积约4160公里3。坑底被南面较小陨坑的北侧坑壁一分为二，其中北半部地表较崎岖，而南半部则相对平整，沿内壁和坑底散布有一系列细小的撞击坑穴。

欧玛尔·海亚姆环形山就位于月球正面西北边沿之后，该区域有时在月球摄动期间及有利光照条件下可被带入地球视野范围，但只能大略看到其侧面，更多的细节则无法看清。

## 参引资料
1. 1 2 3 4  Lunar Impact Crater Database
2. ↑   (PDF).   [2017-03-05]. （原始内容存档 (PDF)于2016-12-27）.
3. ↑   (PDF).   [2017-03-05]. （原始内容存档 (PDF)于2016-12-27）.
4. ↑  .   [2017-03-05]. （原始内容存档于2017-09-09）.

## 另请参阅
- Andersson, L. E.; Whitaker, E. A. . NASA RP-1097. 1982.
- Blue, Jennifer. . USGS. July 25, 2007  [2007-08-05]. （原始内容存档于2012-04-08）.
- Bussey, B.; Spudis, P. . New York: Cambridge University Press. 2004. ISBN 978-0-521-81528-4.
- Cocks, Elijah E.; Cocks, Josiah C. . Tudor Publishers. 1995. ISBN 978-0-936389-27-1.
- McDowell, Jonathan. . Jonathan's Space Report. July 15, 2007  [2007-10-24]. （原始内容存档于2012-05-26）.
- Menzel, D. H.; Minnaert, M.; Levin, B.; Dollfus, A.; Bell, B. . Space Science Reviews. 1971, 12 (2): 136–186. Bibcode:1971SSRv...12..136M. doi:10.1007/BF00171763.
- Moore, Patrick. . Sterling Publishing Co. 2001. ISBN 978-0-304-35469-6.
- Price, Fred W. . Cambridge University Press. 1988. ISBN 978-0-521-33500-3.
- Rükl, Antonín. . Kalmbach Books. 1990. ISBN 978-0-913135-17-4.
- Webb, Rev. T. W.  6th revised. Dover. 1962. ISBN 978-0-486-20917-3.
- Whitaker, Ewen A. . Cambridge University Press. 1999. ISBN 978-0-521-62248-6.
- Wlasuk, Peter T. . Springer. 2000. ISBN 978-1-85233-193-1.